# Organo elettronico
Un organo elettronico è uno strumento a tastiera derivato da strumenti precedenti come l'armonium (a mantice o a ventola), l'organo a canne e l'organo da teatro. Tale strumento fu originariamente progettato per imitare l'organo a canne, l'organo da teatro, le sonorità delle big band e delle orchestre. Con il tempo l'organo elettronico si sviluppò in tre distinte direzioni: da una parte nacquero organi elettromeccanici in stile Hammond molto utilizzati nei generi di musica jazz, gospel, pop e rock, dall'altra nacquero organi elettronici ad uso domestico come gli organi combo, organi da casa o, più avanti, gli organi digitali. La terza strada invece riguarda gli organi elettronici da chiesa che imitano i classici suoni dell'organo a canne e sono usati principalmente nelle funzioni religiose e nelle chiese.

## Storia

### Predecessori

#### Armonium
L'immediato predecessore dell'organo elettronico fu l'armonium, uno strumento molto popolare nelle case e nelle piccole chiese della fine del XIX secolo. In un modo non completamente diverso dagli organi a canne, l'armonium generava il suono convogliando la spinta d'aria di due mantici a pedale, attraverso le ance. Sebbene fosse uno strumento con limitate qualità tonali, aveva il pregio di essere piccolo, economico, autoalimentato ed autonomo, venendo così incontro alle esigenze di chi desiderava un suono simile a quello dell'organo, ma non si poteva permettere lo spazio per un organo a canne. Questo concetto fu centrale nello sviluppo dei futuri organi elettrici.

#### Organo a canne
Negli anni '30, lo sviluppo degli organi elettrici fu incentrato su progetti che imitavano le funzioni ed il suono dell'organo a canne. In questo periodo, molti costruttori pensarono che l'emulazione dell'organo a canne potesse essere la via più promettente per dare sviluppo e futuro al nascente organo elettrico.

#### 1897-1930: I primi organi elettrici

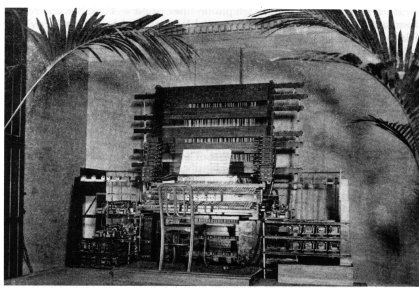
La console del Telharmonium di Thaddeus Cahill, 1897.

L'elettricità applicata agli organi fu sperimentata fin dal primo decennio del XX secolo, ma l'impatto di tale tecnologia fu visibile solo molto tempo dopo. Gli armonium a corrente elettrica apparvero nei primi decenni, ma le qualità tonali rimasero pressappoco le stesse dei precedenti armonium a mantice.
Il pantagruelico e controverso strumento di Thaddeus Cahill, che prendeva il nome di Telharmonium, che iniziò a diffondere la musica nelle imprese di New York attraverso le linee telefoniche, anticipò l'avvento dell'elettronica, e fu allora il primo strumento ad applicare l'uso di differenti forme d'onda elettroniche pure per sintetizzare suoni. Le tecniche di Cahill furono più tardi riprese da Laurens Hammond nella progettazione del suo organo.
Nel frattempo, altre forme di sperimentazione sulla produzione di suono elettronico furono portate avanti anche in Europa.

### Anni '30: Gli organi elettromeccanici

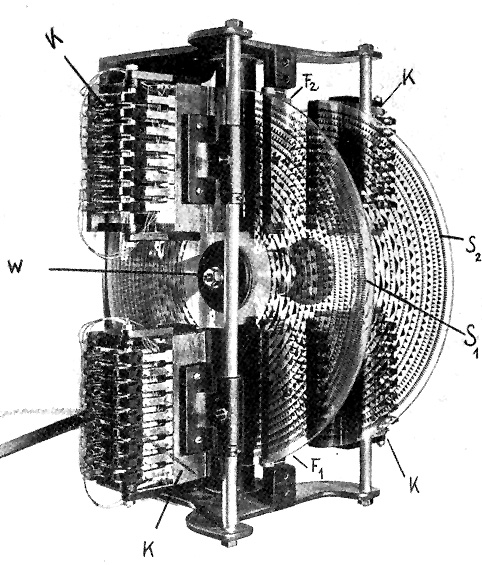
I tonewheels ottici della Welte Lichtton Orgel.

Successivamente ad esperimenti sul tipo del Telharmonium, che però non ebbero sbocchi economici, vennero progettati e sviluppati molti progetti tra cui l'organo elettromeccanico. L'azienda canadese Robb Wave Organ di Morse Robb sviluppò fin dal 1923 nuovi progetti, per arrivare alla loro commercializzazione tra il 1936 ed il 1941. Questo esperienza che fu la diretto antecedente del più fortunato organo Hammond a causa dell'esaurimento fondi, era già finita nel 1938. La statunitense Rangertone di Richard Ranger commercializzò i primi organi nel 1932. Anche in Europa, intanto, la tedesca Lichttonorgel di Edwin Welte commercializzo, tra il 1935 ed il 1940, organi elettromagnetici che riproducevano campioni con una lettura ottica.

#### Hammond

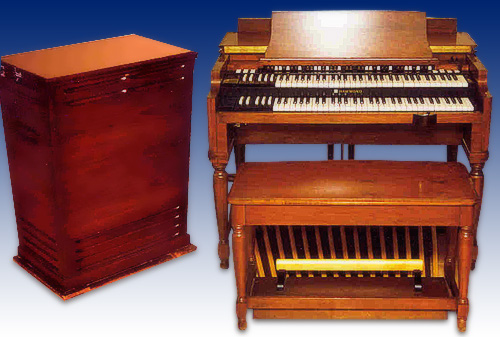
Il classico organo Hammond B3 con, a sinistra, il Leslie 122.

Il primo prodotto di questo tipo ad aprire delle serie prospettive sul mercato fu però l'organo Hammond della Hammond Corporation nel 1934, che in breve tempo divenne il diretto successore dell'armonium, sostituendolo.
Fin dall'inizio gli organi elettronici operarono una radicale separazione da tutti i precedenti organi. Al posto delle canne e dei mantici, sia Robb che Hammond introducono un set di cilindri magnetici rotanti chiamati ruote foniche (tonewheels), che eccitando dei trasduttori generano un segnale elettrico di varie frequenze che viene poi gestito dall'amplificatore e dai diffusore. L'organo era alimentato elettricamente ed invece che avere due pedali collegati al mantice per dosare l'espressione del suono, il suonatore poteva cambiare il volume del suono semplicemente premendo un pedale, dando così un maggior controllo della dinamica del suono.

Il meccanismo del tonewheel.

La differenza più importante fu comunque, l'inserimento da parte della Hammond di una vasta gamma di registri, attivati manipolando una serie di drawbars a portata di mano. Attraverso questi registri, il suonatore poteva finalmente variare i toni e le armoniche variandone le proporzioni. L'organo Hammond era così capace di produrre più di 250 milioni di toni. Queste caratteristiche, combinate con le tre tastiere, la libertà della corrente elettrica e l'ampia controllabilità del range di volume, resero fin dall'inizio dell'organo elettrico uno strumento più flessibile dell'armonium o di altri strumenti musicali precedenti.
Il classico suono Hammond poi beneficiava dell'uso di diffusori speciali chiamati a cabina di suono ed uniti a volte ad unità di diffusori ruotanti perlopiù prodotti dalla Leslie.
L'organo Hammond fu ampiamente adoperato nei generi di musica popolare come il jazz, il gospel, la musica pop e il rock. Alcuni dei gruppi e musicisti più famosi che lo utilizzarono furono gli Emerson, Lake & Palmer, Booker T. & the M.G.'s, Al Kooper, i Deep Purple e molti altri. Alcune volte, per renderne il trasporto da un palco ad un altro più facile, i musicisti ne tagliavano le gambe. L'organo più popolare e copiato della Hammond fu il B3.

### 1934-1964: L'organo elettrostatico ad ance

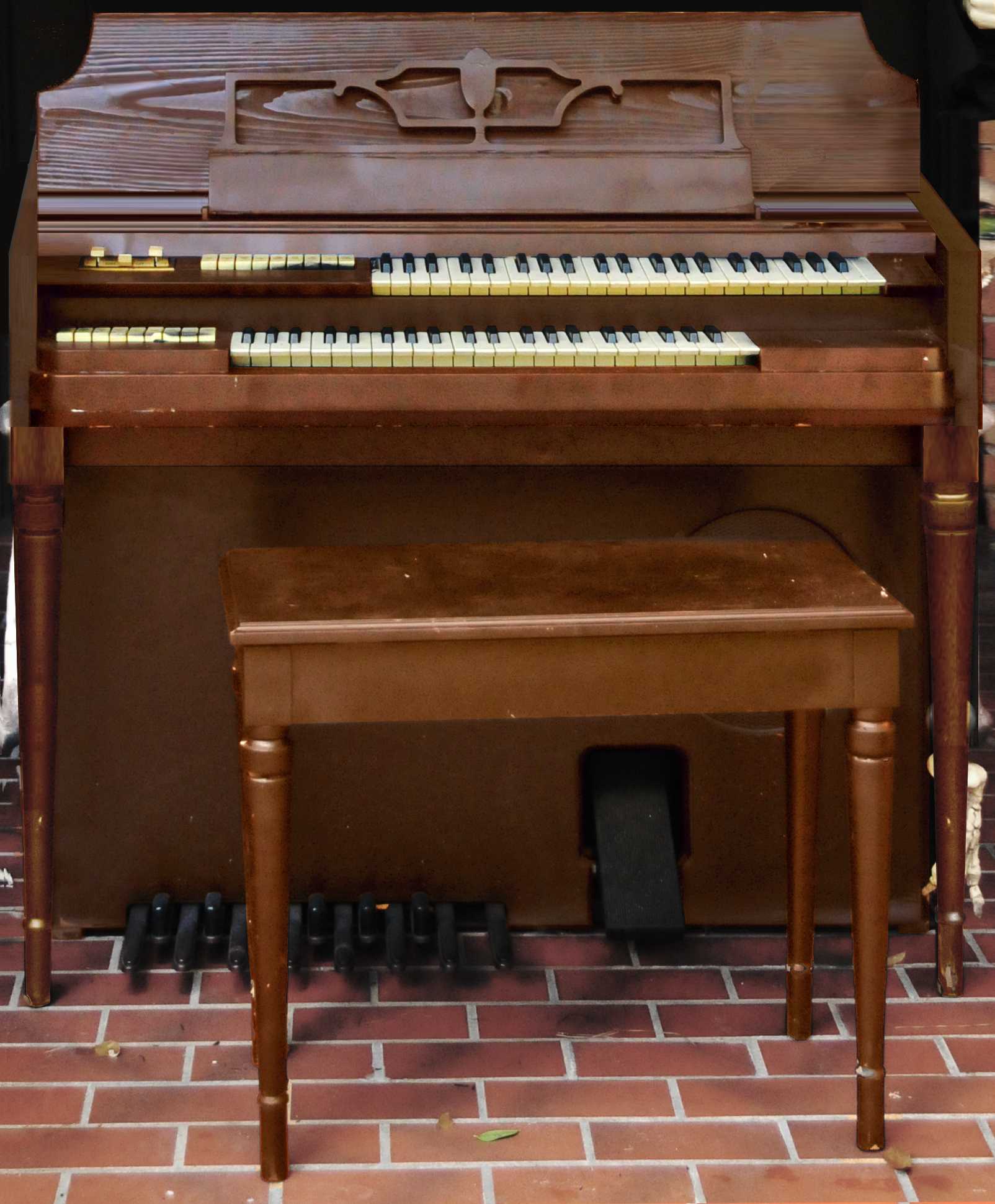
L'organo elettrostatico ad ance Wurlitzer Model 44 (1953–1964).

Con la spinta data al mercato dall'invenzione dell'organo elettromagnetico, i competitors sperimentarono altre strade e possibilità nello sviluppo di nuovi organi elettrici/elettronici. Un esempio ne fu l'interpretazione puramente elettronica dell'organo ad ance e dell'organo elettromeccanico, basato su un progetto di sintesi additiva, che sembrò da subito un approccio promettente. Questa tecnica però richiedeva un vasto numero di oscillatori e le dimensioni e la complessità di questi circuiti vennero considerati un limite tecnico, anche perché le valvola termoionica di questo periodo erano ingombranti ed instabili. Benjamin F. Miessnerrealizzò questo approccio ibrido, utilizzando ingombranti generatori di toni con circuiti elettrici.
L'Orgatron fu originariamente sviluppato nel 1934 da Frederick Albert Hoschke. Una ventola comprime l'aria attraverso delle ance sul tipo di quelle usate nelle armoniche, causandone la vibrazione. La vibrazione era poi captata da un certo numero di Pickup, prima di essere processate ed amplificata per creare un suono. Questo organo fu costruito dalla Everett Piano Company dal 1935 al 1941. Dopo la seconda guerra mondiale la Rudolph Wurlitzer Company riprese questo tipo di tecnologia e la portò avanti fino agli anni '60.

### Gli organi elettronici

#### Anni '30: La nascita degli organi elettronici
Dall'altra parte la ricerca sul campo si rivolse anche verso la progettazione di organi che utilizzavano la sintesi sottrattiva utilizzando combinazioni di oscillatori, filtri ed anche divisori di frequenza al fine di ridurre la grande mole di oscillatori che creavano il vero ostacolo nella progettazione di macchine con sintesi additiva. Il calore generato dai primi modelli con generatori di toni ed amplificatori a valvole valse a queste macchine il soprannome dispregiativo di "tostapane". Gli strumenti a stato solido odierni non soffrono più di questi problemi, ne richiedono più i lunghi tempi di attesa per far scaldare le valvole.

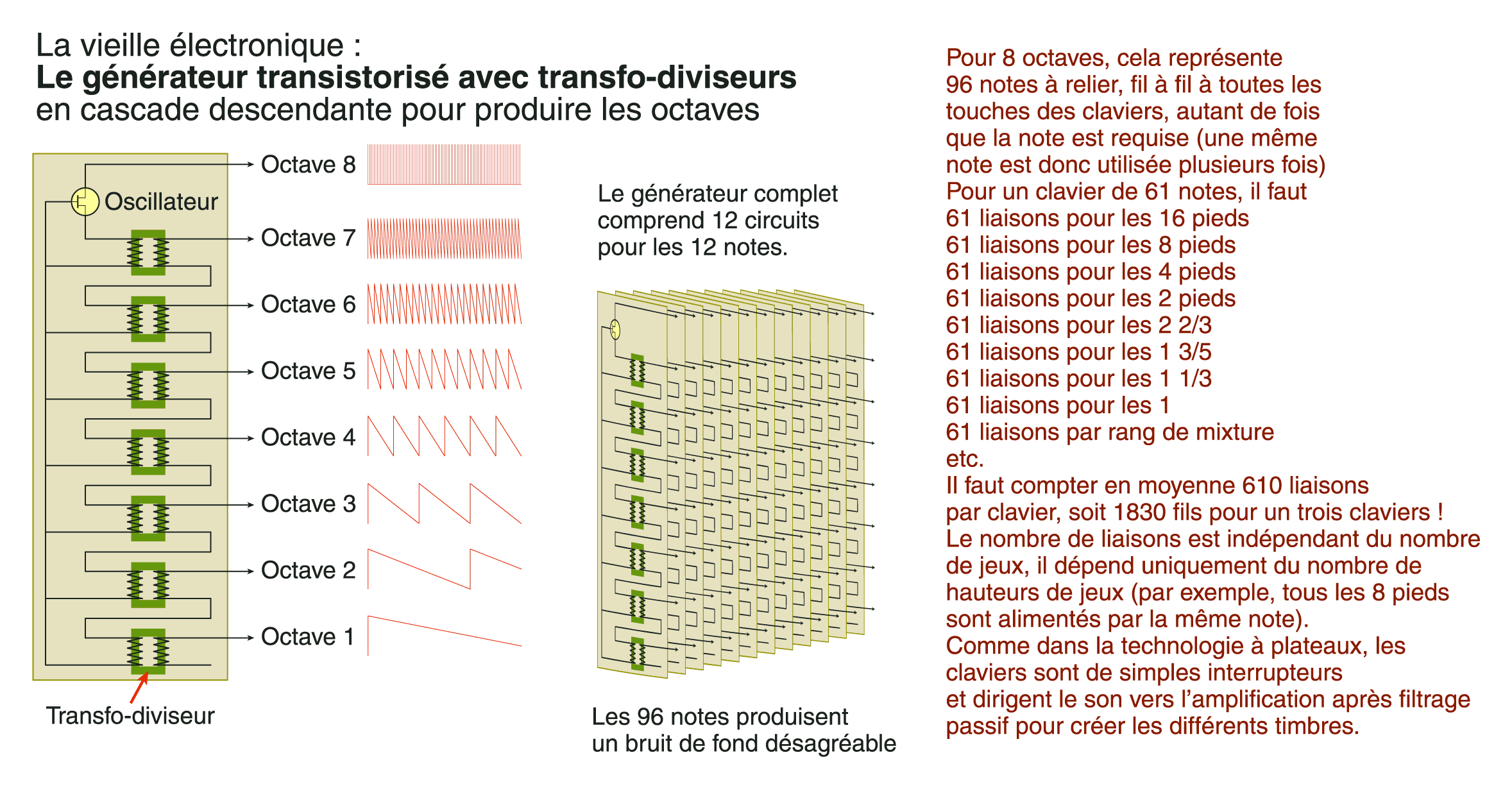
Schema di un organo a divisore di frequenza, che utilizza un trasformatore

I primi organi-sintetizzatori prodotti tra il 1930 ed il 1940 erano ancora implementati con un divisore di frequenza che usava valvole e trasformatori. Con lo sviluppo dei transistors, gli strumenti elettronici privi di parti meccaniche per la generazione di forme d'onda, divennero molto pratici. Tra i primi sintetizzatori di questo tipo vi erano alcuni che usavano 12 oscillatori per produrre un'ottava della scala cromatica e divisori di frequenza per produrre altre note. Questo li rese più economici e trasportabili dell'Hammond. Sviluppi successivi resero possibile far funzionare un organo partendo da un singolo oscillatore a frequenze radio. I sintetizzatori a divisori di frequenze venivano prodotti da molte ditte, che davano anche la possibilità di comprare kit per l'autoproduzione da parte degli hobbisti. Alcuni di questi vennero molto utilizzati, come ad esempio il Lowery, utilizzato anche da Garth Hudson.

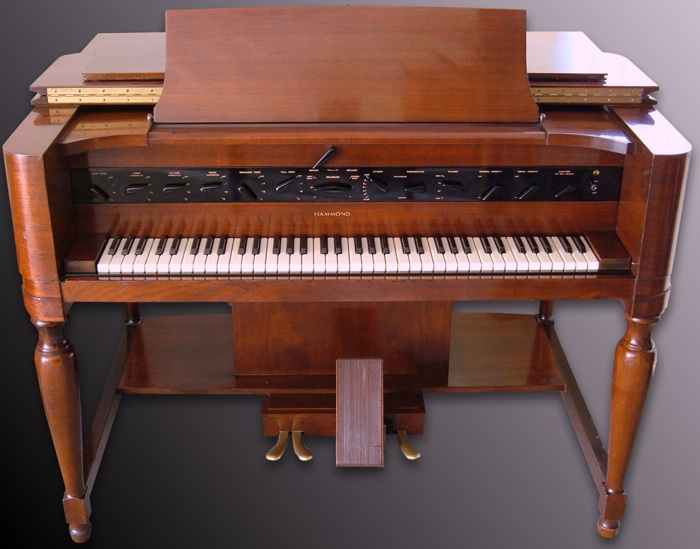
Hammond Novachord (1939).

Strumenti come l'organo elettronico Hammond Novachord, prodotto fin dal 1939, si diffusero presto trovando una loro nicchia di mercato. Gli organi elettronici venivano venduti in negozi specializzati e furono strumenti da casa molto popolari, con prezzi che potevano finalmente competere con quelli del pianoforte. Dopo il loro debutto negli anni '30, catturarono l'immaginario collettivo anche grazie ai film dell'organista Ethel Smith. Nondimeno inizialmente soffrirono dal punto di vista delle vendite per via della grande depressione prima e della seconda guerra mondiale poi, e si diffusero definitivamente nell'immediato dopoguerra. In questo periodo molti furono i produttori anche in Italia dislocati perlopiù nel Distretto degli strumenti musicali di Castelfidardo – Loreto – Recanati, tra questi ricordiamo la CRB elettronica, LOGAN Electronics, la Eko e soprattutto la Farfisa, i cui strumenti nella versione combo vennero in seguito utilizzati da artisti molto popolari come Pink Floyd, Sly & the Family Stone o Philip Glass. Il picco di popolarità di questi strumenti fu toccato nella metà degli anni '70, per poi entrare in crisi.

#### Anni '30: Gli organi a console

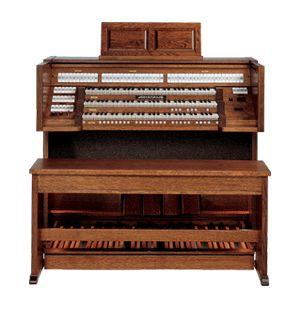
Uno dei tipici organi a console: il Johannus Sweelinck 3

Una delle varianti dell'organo elettronico era l'organo a console. Questo modello di organi era grande e costoso, ed imitava maggiormente gli organi a canne, con una configurazione più tradizionale che includeva una vasta gamma di registri, una varietà di stop e una pedaliera di due ottave (nei modelli più complessi arrivavano fino a 32 note e venivano chiamati "organi da concerto"). Questi modelli avevano i diffusori audio direttamente incastonati nel mobile, sopra ai pedali, e grazie alla loro configurazione più tradizionale, alle grandi capacità ed elle migliori prestazioni venivano usati in piccole chiese, spettacoli pubblici oppure venivano utilizzati per l'insegnamento dello strumento. Gli studenti che imparavano su questo organo erano poi perlopiù destinati a passare all'organo a canne. I conservatori di musica utilizzavano questi strumenti per la pratica degli allievi.

#### Anni '40: Gli organi da casa
Nel periodo che va dagli anni '40 agli anni '70, vennero progettati e messi sul mercato una vasta gamma di organi, dalle dimensioni e dalle possibilità più contenute, che divennero molto popolari nell'intrattenimento casalingo. Questi strumenti, che erano molto influenzati nello stile dagli organi da teatro, contenevano spesso suoni che imitavano strumenti come la tromba o la marimba. Il progredire delle tecnologie vide un continuo sviluppo di questi tipi di strumenti, che implementavano di volta in volta ritmiche elettroniche e drum machine, possibilità di ripetizioni delle percussioni, linee di basso automatiche ed arpeggiatori, fino l'inserimento di un registratore a cassette interno. Queste caratteristiche resero più facile suonare come un one-man band, rendendo accessibile un certo grado di completezza anche a chi non avesse studiato come organista.

#### 1949: L'organo "spinetta"

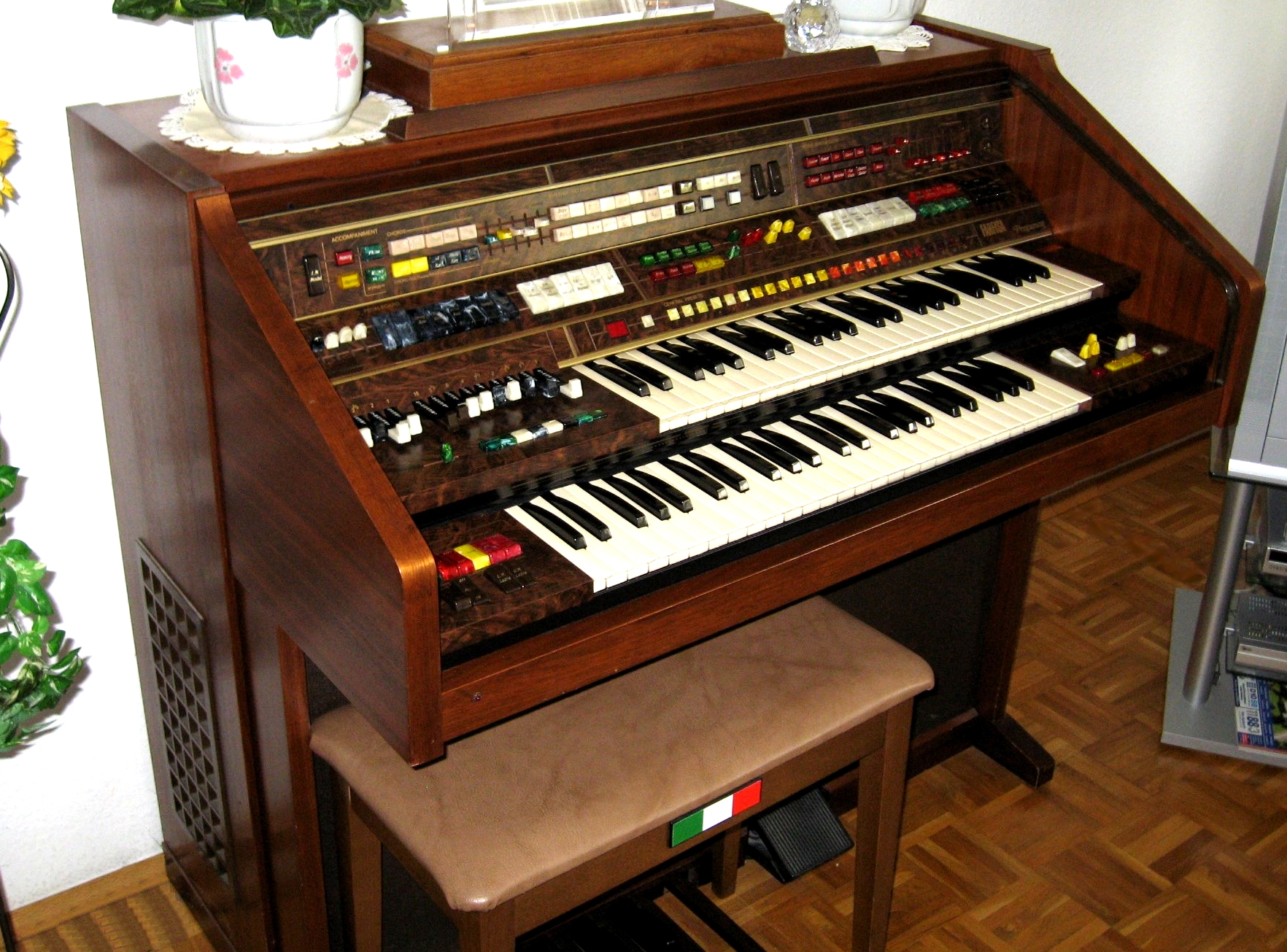
Un tipico organo "spinetta": il (Farfisa Pergamon) del 1981.

Nel dopoguerra, molti organi elettronici erano strutturati con una configurazione nata nel 1949, che prese il nome di pagano spinetta. Questi organi economici e compatti divennero i naturali successori degli organi a canne ed erano commercializzati come diretti concorrenti dei pianoforti da casa e spesso erano rivolti ai potenziali organisti che già avevano studiato pianoforte (anche il nome spinetta si riferiva al omonimo strumento). La progettazione di questo strumento rifletteva pienamente questo concetto: l'organo spinetta assomigliava da un pianoforte ed aveva controlli e funzioni semplificate, economiche e facili da apprendere. Le caratteristiche tipiche dell'organo spinetta erano il generatore automatico di accordi, con cui l'organista poteva creare accompagnamenti su cui poteva suonare.
La tastiera tipica dello spinetta era tipicamente almeno di una ottava più corta di un organo normale con la tastiera superiore (generalmente di 44 note, F3–C7) che omettevano i bassi, e da una tastiera bassa (generalmente F2-C6) che omettevano gli alti. La configurazione delle tastiere era fatta in modo da invitare, senza obbligo, l'organista inesperto ad impegnare la mano destra sui tasti superiori, e la sinistra su quelli inferiori, quando non usare entrambe le mani su una singola tastiera. I controlli di questi strumenti, relativamente limitati nel numero, prendevano il nome dagli strumenti d'orchestra che imitavano in modo approssimativo, ed avevano spesso colori brillanti (imitando così gli organi da teatro). Gli altoparlanti degli organi "spinetta", diversamente dagli Hammond degli anni '30 e '40, erano inseriti nel mobile dello strumento, per occupare minor spazio, seppur con una resa sonora inferiore.

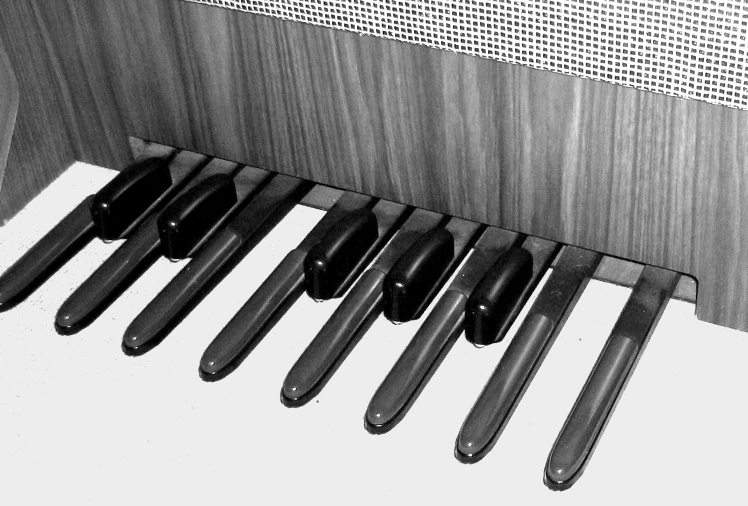
La pedaliera classica dell'organo "spinetta" ad una sola ottava.

La pedaliera dell'organo spinetta era normalmente composta da una sola ottava, generalmente non poteva suonare più di una nota alla volta e veniva suonata con il solo piede sinistro. Questa caratteristica, unita agli effetti limitati, non rendeva questo tipo di organi adatti a suonare dal vivo, o a praticare repertori di musica classica, ma era perfetto per chi volesse iniziare ad impratichirsi con l'organo. Il pedale d'espressione era dislocato a destra, parzialmente inserito nel mobile e gestibile con il piede destro. Questa impostazione dello strumento determinò l'impostazione degli organisti dilettanti, che rimanevano con il piede destro sul pedale d'espressione, rispetto agli organisti classici, o a quelli che avevano precedentemente imparato a suonare nei primi organi elettromeccanici.

#### 1957: gli organi a transistor

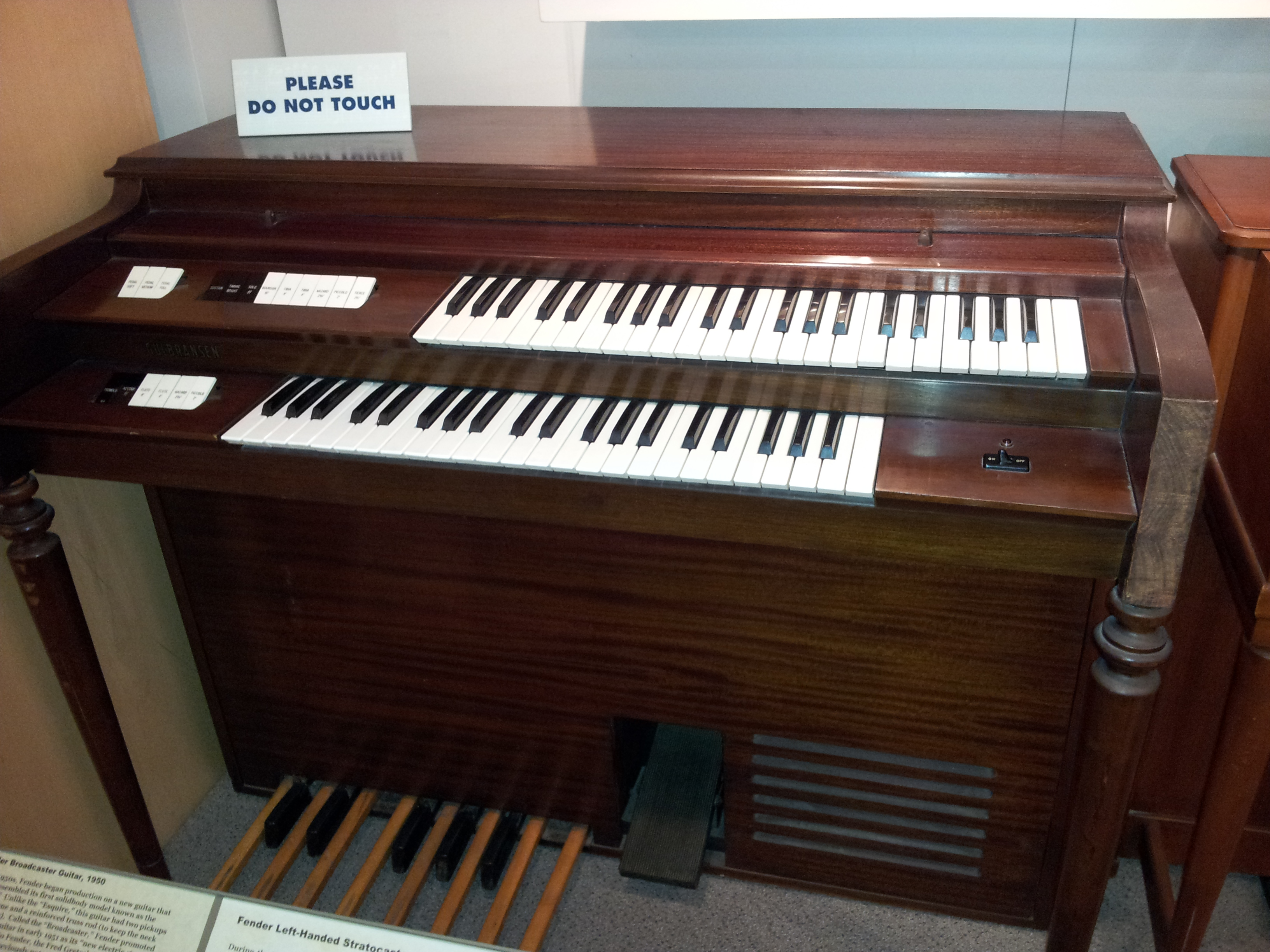
Un tipico organo a transistor con inserita una unità ritmica (Gulbransen Pacemaker).

L'organo elettronico, prima della metà degli anni '50 aveva usato sistemi valvolari che tendevano ad essere ingombranti ed instabili, con un conseguente limite nella diffusione casalinga delle vendite. I transistor, inventati nel 1947 dalla Bell Labs, trasformò la produzione delle strumentazioni elettroniche, riducendone notevolmente le dimensioni, tanto che si iniziò a parlare di "rivoluzione dei transistor".
Nel 1957, la Gulbransen, azienda produttrice di organi da casa, introdusse il primo organo a transistor al mondo, il Model B (Model 1100). Tale strumento utilizzava i transistor come generatore di toni, mentre le valvole erano utilizzate per l'amplificatore e nel 1958 la Rodgers costruì il primo organo da chiesa interamente a transistor a stato solido chiamato Opus 1 (Model 38). A questi ne seguirono molti altri.

#### 1960: Gli organi combo

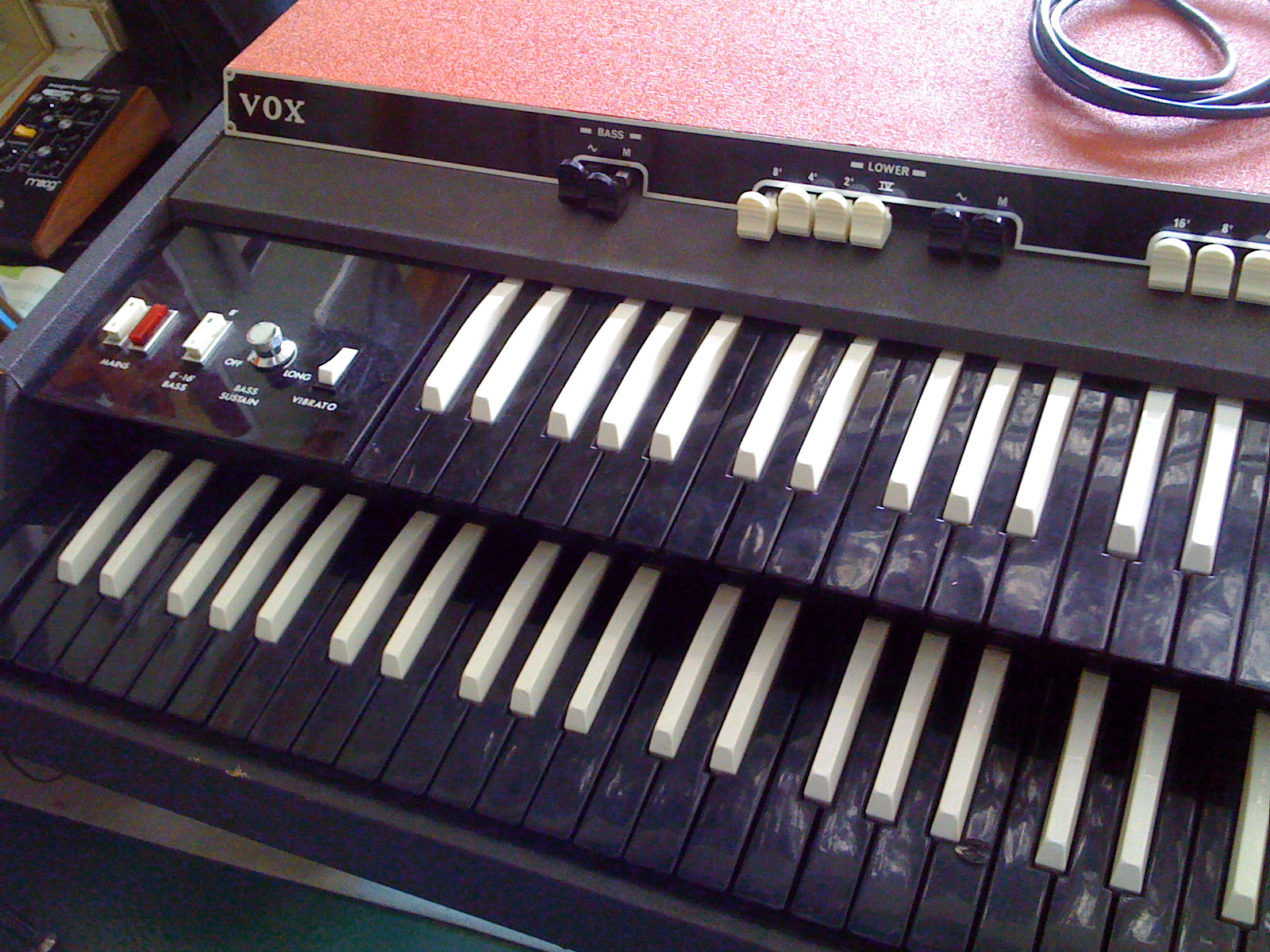
Vox Super Continental

Negli anni '60 gli organi elettronici erano diffusissimi in tutti i generi della popular music, da Lawrence Welk all'acid rock dei Doors e degli Iron Butterfly fino a Bob Dylan con l'album Blonde on Blonde. I transistor infatti avevano permesso la creazione di strumenti molto piccoli e maneggevoli, che venivano chiamati "organi combo". Questa tipologia di organi fo originariamente progettata in Italia, e pur essendo molte le ditte produttrici, i nomi di prodotti a marchio italiano come il Farfisa, oppure a prodotti in Italia come il Vox, furono così popolari che il loro nome divenne sinonimo di organi combo. Se nel jazz e nel gospel la preferenza era rivolta verso il vecchio Hammond, in molti generi del rock gli organi combo la fecero da padrona, tantoché ancora oggi questo tipo di strumenti sono ricercati in molti generi, incrementandone il mercato dell'usato. Questo tipo di strumenti furono presto sostituiti da nuove tipologie di tastiere più complesse.